# Epizeuxis partitalis
Epizeuxis partitalis är en fjärilsart som beskrevs av Smith 1908. Epizeuxis partitalis ingår i släktet Epizeuxis och familjen nattflyn. Inga underarter finns listade i Catalogue of Life.